# Бокс-Елдер (округ, Юта)
Шаблон:StateAbbr_ 41°31′ пн. ш. 113°06′ зх. д. / 41.51° пн. ш. 113.1° зх. д.
Округ Бокс-Елдер (англ. Box Elder County) — округ (графство) у штаті Юта, США. Ідентифікатор округу 49003.

## Історія
Округ утворений 1856 року.

## Демографія
За даними перепису 2000 року загальне населення округу становило 42745 осіб, зокрема міського населення було 28098, а сільського — 14647. Серед мешканців округу чоловіків було 21551, а жінок — 21194. В окрузі було 13144 домогосподарства, 10809 родин, які мешкали в 14209 будинках. Середній розмір родини становив 3,63.
Віковий розподіл населення поданий у таблиці:
| Стать    | До 15 років | 15-21 | 22-29 | 30-39 | 40-49 | 50-65 | 65-85 | Понад 85 |
| -------- | ----------- | ----- | ----- | ----- | ----- | ----- | ----- | -------- |
| Чоловіки | 6494        | 2914  | 2125  | 2657  | 2886  | 2449  | 1857  | 169      |
| Жінки    | 6064        | 2714  | 2079  | 2690  | 2687  | 2543  | 2070  | 347      |

## Суміжні округи
- Онейда, Айдахо — північ
- Кеш — північний схід
- Вебер — схід
- Девіс — південний схід (через Велике Солоне озеро)
- Туела — південь
- Елко, Невада — захід
- Кассія, Айдахо — північний захід

## Виноски
1. ↑  US Decennial Census. US Census Bureau. Архів оригіналу за 26 квітня 2015. Процитовано 27 березня 2015.
2. ↑  Historical Census Browser. University of Virginia Library. Архів оригіналу за 11 серпня 2012. Процитовано 27 березня 2015.
3. ↑  Forstall, Richard L., ред. (27 березня 1995). Population of Counties by Decennial Census: 1900 to 1990. US Census Bureau. Архів оригіналу за 3 квітня 2015. Процитовано 27 березня 2015.
4. ↑  Census 2000 PHC-T-4. Ranking Tables for Counties: 1990 and 2000 (PDF). US Census Bureau. 2 квітня 2001. Архів оригіналу (PDF) за 18 грудня 2014. Процитовано 27 березня 2015.
5. ↑  State & County QuickFacts. United States Census Bureau. Архів оригіналу за 23 лютого 2016. Процитовано 29 грудня 2013. [Архівовано 2011-06-06 у Wayback Machine.]
6. ↑  American FactFinder. Бюро перепису населення США. Архів оригіналу за 26 лютого 2012. Процитовано 31 січня 2008. [Архівовано 2008-05-21 у Wayback Machine.]

| США | Це незавершена стаття з географії США. Ви можете допомогти проєкту, виправивши або дописавши її. |